# Херман V фон Вид
Херман V фон Вид (на немски: Hermann von Wied; * 14 януари 1477; † 15 август 1552, замък Алтвид, Нойвид) е архиепископ и курфюрст на Кьолн (1515 – 1547), херцог на Вестфалия, също като Херман II княжески епископ на Падерборн (1532 – 1547).

## Живот
Херман е петият син на граф Фридрих фон Вид († 1487) и съпругата му Агнес фон Вирнебург († 1478). По-малкият му брат Фридрих III († 1551) е от 1522 до 1532 г. епископ на Мюнстер. Племенникът му Фридрих IV († 1568) е архиепископ на Кьолн от 1562 до 1567 г.
На шест години, през 1483 г., Херман е даден за възпитание на домкапитела на Кьолн, понеже майка му е умряла още през 1478 г. През 1487 г. умира и баща му. На 8 декември 1493 г. той се записва да следва право в университета в Кьолн.
След смъртта на архиепископ Филип II фон Даун кьолнският домкапител го избира на 14 март 1515 г. за новия архиепископ на Кьолн. Херман участва като курфюрст през юни 1519 г. в имперското събрание във Франкфурт, където Карл V е избран за император на Свещената Римска империя. За своя глас получава ок. 40 000 гулдена.
На 23 октомври 1520 г. Херман коронова за император, заедно с архиепископите на Майнц и Трир, избраният Карл V в Аахен. На поскедвалите празненства в Кьолн на 12 ноември 1520 г. произведенията на Лутер са публично изгорени според папската була „Exsurge Domine“ и съгласието на Херман.
През 1531 г. Херман коронова в катедралата на Аахен гермаския крал Фердинанд I, братът на император Карл V.
Херман става през 1532 г. също администратор на княжеското епископство Падерборн. През 1536 г. той свиква провинциален църковен концил за църковната провинция Кьолн, на който се обсъждат реформи.
На 2 януари 1546 г. Херман получава чрез папския легат архиепископ Гироламо Верало (1497 – 1555) от Росано писмото за неговото суспендиране от Павел III. На 3 юли папата го обявява за свален и номинира Адолф фон Шаумбург за администратор на Кьолнското архиепископство. След получаването на третата папска була Херман съобщава публично, че вече не признава папата в Рим и своето сваляне от поста. За да не се стигне до въстание Херман напуска на 25 февруари 1547 г. като архиепископ на Кьолн. Херман се оттегля в замък Вид, където умира на 15 август 1552 г. Погребан е при родителите му в църквата в Нидербибер в Нойвид.